# Trote
Trote és una pel·lícula gallega de drama rural del 2018 dirigida per Xacio Baño, en el que va ser el seu primer llargmetratge. La pel·lícula explica el paper de la dona com a cuidadora que no troba la sortida d’un entorn opressiu on es prioritza l'instint i es qüestionen els rols de gènere.
Es va estrenar al Festival Internacional de Cinema de Locarno el 8 d'agost de 2018.

## Argument
L'acció té lloc el cap de setmana de la rapa das bestas, mentre el poble comença a preparar-se per les festes. Carme és una dona del poble que viu al costat del seu pare, Ramón, i de la seva mare malalta. La comunicació amb el seu pare és gairebé inexistent. La seva feina a una fleca i la seva vida en un entorn ofegador fan créixer la necessitat de fugir, però les seves circumstàncies mai ho van permetre. D’altra banda, el seu germà gran Luis torna a casa uns dies en companyia de la seva parella Maria.

## Repartiment
- María Vázquez com Carme
- Celso Bugallo com Ramón
- Tamara Canosa com María
- Diego Anido com Luís
- Melania Cruz com Marta
- Federico Pérez com Fran
- Susana Dans com Lola
- Tatán com Celso
- Lois Soaxe com Home líder
- Alfredo Rodríguez com Ferrador
- Celso Parada com Marmoreiro

## Crítiques
| «                             | "Excel·lent María Vázquez (...) Baño compon una pel·lícula aspra i sincera, vehement i difícil, sobre la força del primari." | » |
| — Javier Ocaña: Diari El País | |   |

| «                               | "Pocs debuts en el llargmetratge tan magnètics com el de Xacio Baño. (...) El treball de María Vázquez sorprèn fins al punt exacte d'enamorar. (...) Puntuació: ★★★★ (sobre 5)" | » |
| — Luis Martínez: Diari El Mundo | |   |

| «                                | "Hi ha a 'Trote' un cert llanguiment contemplatiu en l'acte pacient de filmar la quotidianitat en una petita localitat gallega (…) Puntuació: ★★★ (sobre 5)" | » |
| — Quim Casas: Diari El Periódico | |   |

## Guardons i nominacions
Va rebre 14 nominacions en 13 categories en la 17a edició dels Premis Mestre Mateo, i finalment en va guanyar cinc.
| 2020 | 17a edició dels Premis Mestre Mateo | Millor pel·lícula            | Xacio Baño                    | Nominat    |
| 2020 | 17a edició dels Premis Mestre Mateo | Millor director              | Xacio Baño                    | Nominat    |
| 2020 | 17a edició dels Premis Mestre Mateo | Millor actriu                | María Vázquez                 | Guanyadora |
| 2020 | 17a edició dels Premis Mestre Mateo | Millor actor secundari       | Federico Pérez                | Guanyador  |
| 2020 | 17a edició dels Premis Mestre Mateo | Millor actor secundari       | Celso Bugallo                 | Nominat    |
| 2020 | 17a edició dels Premis Mestre Mateo | Millor actriu secundària     | Melania Cruz                  | Guanyadora |
| 2020 | 17a edició dels Premis Mestre Mateo | Millor guió                  | Xacio Baño i Diego Ameixeiras | Guanyadors |
| 2020 | 17a edició dels Premis Mestre Mateo | Millor direcció de producció | Xabier Eirís                  | Nominat    |
| 2020 | 17a edició dels Premis Mestre Mateo | Millor direcció artística    | María Lolo                    | Nominada   |
| 2020 | 17a edició dels Premis Mestre Mateo | Millor muntatge              | Álvaro Gago                   | Nominat    |
| 2020 | 17a edició dels Premis Mestre Mateo | Millor so                    | Miguel Seixo                  | Nominat    |
| 2020 | 17a edició dels Premis Mestre Mateo | Millor fotografia            | Lucía Catoira Pan             | Guanyadora |
| 2020 | 17a edició dels Premis Mestre Mateo | Millor maquillatge i petinat | Marian Simón                  | Nominada   |
| 2020 | 17a edició dels Premis Mestre Mateo | Millor disseny de vestuari   | Renata Uzal                   | Nominada   |